# Heinonen HK-1
Heinonen HK-1 und HK-2 sind zwei als Einzelstücke gefertigte finnische Sport- und Schulflugzeuge.

## Entwicklung
Die HK-1 wurde von dem finnischen Flugzeugkonstrukteur Juhani Heinonen außerhalb seiner beruflichen Tätigkeit in Heimarbeit als einsitziges Sportflugzeug entworfen und in der Segelflugschule am Flugplatz Jämijärvi gebaut. Er hielt das Flugzeug einfach und robust, um die Anschaffungs- und Wartungskosten gering zu halten. Der Erstflug wurde im August 1954 durchgeführt, das Kennzeichen lautete OH–HKA. Die Konstruktion erregte einige internationale Aufmerksamkeit, als Heinonen am 10. Juli 1957 einen 2844-km-Flug von Madrid nach Turku in 17 Stunden und einer Minute ohne Zwischenlandung durchführte, was für die Gewichtsklasse unter 500 kg Weltrekord bedeutete. Erst nach 18 Jahren konnte dieser Rekord eingestellt werden. Die HK-1 steht heute im Finnischen Luftfahrtmuseum.
Für die Entwicklung des Nachfolgers HK-2 erhielt Heinonen einen offiziellen Auftrag des Suomen Ilmailuliitto (finnischer Luftfahrtverband). Er lehnte den Entwurf eng an die HK-1 an, hielt ihn aber zweisitzig, da eine Verwendung als Schulflugzeug bei den finnischen Fliegerklubs vorgesehen war. Die Konstruktion war wiederum so einfach wie mögliche gehalten, um den Nachbau in den Flugvereinen zu ermöglichen. Der Bau begann im Oktober 1960. Das Flugzeug wurde als OH–HKX zugelassen und flog am 29. März 1963 erstmals. Es war für den einfachen Kunstflug geeignet und konnte als Schleppflugzeug verwendet werden. Trotzdem wurden keine weiteren Exemplare gebaut.

## Aufbau
HK-1 und HK-2 bestehen in weiten Teilen aus gleichen Baugruppen und sind freitragende Tiefdecker in Holzbauweise. Der Rumpf besteht aus vier mit Sperrholz beplankten Längsgurten aus Holz und bildet mit der Seitenflosse einen Verbund. Ein 0,14-m³-Stauraum für Gepäck befindet sich hinter dem Sitz (HK-1) beziehungsweise hinter den nebeneinander angeordneten Sitzen (HK-2). Auch die Tragflächen bestehen aus einem hölzernen Gerippe mit einem Doppel-T-Hauptholm und Sperrholzbeplankung. Die Querruder sind stoffbespannt, bei der HK-2 kommen noch stoffbespannte Landeklappen hinzu. Das Normalleitwerk ist freitragend und aus Holz mit stoffbespannten Höhen- und Seitenruder. Das Fahrwerk ist starr mit Haupträdern an Federbeinen aus Federstahl und einem lenkbaren Heckrad. Die HK-2 ist zusätzlich mit Hydraulikbremsen ausgestattet.

## Technische Daten

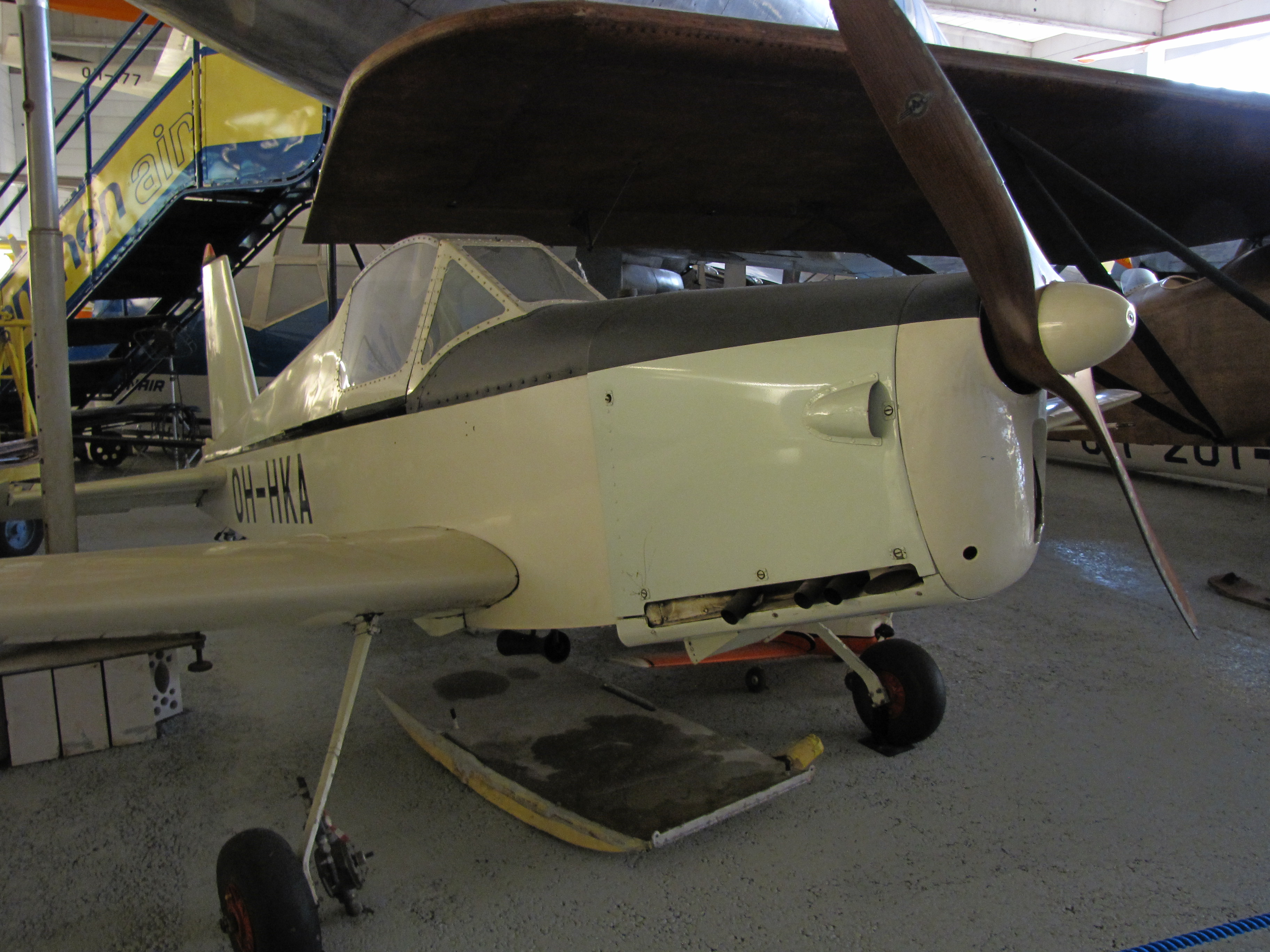
Die HK-1 im finnischen Luftfahrtmuseum

| Kenngröße                  | Daten (HK-1)                                                                                 | Daten (HK-2)                                                                     |
| -------------------------- | -------------------------------------------------------------------------------------------- | -------------------------------------------------------------------------------- |
| Besatzung                  | 1                                                                                            | 2                                                                                |
| Spannweite                 | 6,90 m                                                                                       | 7,94 m                                                                           |
| Länge                      | 5,35 m                                                                                       | 6,15 m                                                                           |
| Höhe                       | 2,10 m                                                                                       | 2,18 m                                                                           |
| Flügelfläche               | 7,00 m²                                                                                      | 8,54 m²                                                                          |
| Flügelstreckung            | 6,8                                                                                          | 7,4                                                                              |
| Flügelpfeilung             | 3°                                                                                           | 3°15′                                                                            |
| V-Stellung                 | 5°                                                                                           | 5°                                                                               |
| Profil                     | NACA 643 A 418 (Flügelwurzel) NACA 643 A 412 (Flügelspitze)                                  | NACA 64 000 (Flügelwurzel) NACA 63 000 (Flügelspitze)                            |
| Flächenbelastung           | 51,4 kg/m²                                                                                   | 70,20 kg/m²                                                                      |
| Leistungsbelastung         | 5,43 kg/PS                                                                                   | 5,22 kg/PS                                                                       |
| Leermasse                  |                                                                                              | 340 kg                                                                           |
| Rüstmasse                  | 250 kg                                                                                       | 395 kg                                                                           |
| Startmasse                 | 360 kg (Kunstflug) 400 kg (normal)                                                           | 600 kg (Kunstflug) 665 kg (normal)                                               |
| Antrieb                    | ein luftgekühlter Vierzylinder-Reihenmotor mit starrer Zweiblatt-Holzluftschraube (Ø 1,53 m) | ein luftgekühlter Vierzylinder-Boxermotor mit starrer Zweiblatt-Holzluftschraube |
| Typ, Leistung              | Walter Mikron III, 65 PS (48 kW)                                                             | Lycoming O-235-C 1, 115 PS (85 kW)                                               |
| Tankvolumen                | 58 l                                                                                         | 110 l                                                                            |
| Höchstzul. Geschwindigkeit |                                                                                              | 350 km/h                                                                         |
| Höchstgeschwindigkeit      | 223 km/h                                                                                     | 235 km/h                                                                         |
| Reisegeschwindigkeit       | 195 km/h                                                                                     | 207 km/h                                                                         |
| Landegeschwindigkeit       | 75 km/h                                                                                      | 84 km/h                                                                          |
| Steiggeschwindigkeit       | 3,5 m/s                                                                                      | 4,5 m/s                                                                          |
| Dienstgipfelhöhe           | 6100 m                                                                                       |                                                                                  |
| Reichweite                 | 760 km                                                                                       | 875 km                                                                           |
| Startstrecke auf 15 m Höhe | 240 m                                                                                        |                                                                                  |
| Landestrecke aus 15 m Höhe | 350 m                                                                                        |                                                                                  |
| Startrollstrecke           |                                                                                              | 200 m                                                                            |